# ایمن طاهر
ایمن طاهر (انگلیسی: Ayman Taher؛ زادهٔ ۷ ژانویهٔ ۱۹۶۶) یک بازیکن فوتبال اهل مصر است.
از باشگاه‌هایی که در آن بازی کرده‌است می‌توان به باشگاه ورزشی زمالک اشاره کرد. وی عضو تیم ملی فوتبال مصر در جام جهانی فوتبال ۱۹۹۰ بوده است.